# Ambassade d'Algérie en France
L'ambassade d'Algérie en France (arabe : سفارة الجزائر في فرنسا) est la représentation diplomatique de la République algérienne démocratique et populaire auprès de la République française, depuis que l'Algérie est indépendante de la France. Elle est située 50, rue de Lisbonne, dans le 8e arrondissement de Paris, la capitale de la France.
L'ambassadeur extraordinaire et plénipotentiaire d'Algérie en France représente également l'Algérie auprès de l'Andorre et de Monaco (principautés indépendantes, mais liées à la France), et de l'UNESCO (organisation internationale siégeant à Paris).

## Bâtiments
Le bâtiment qui abrite l'ambassade est un hôtel particulier ayant appartenu au baron Empain. Il est encadré par la rue de Lisbonne et la place de Rio-de-Janeiro au sud, l'avenue Ruysdaël à l'est, et la rue Murillo au nord. Il jouxte le parc Monceau.
L'École internationale algérienne en France (EIAF) est créée en octobre 2001, puis baptisée du nom du penseur Malek Bennabi en 2005 par le ministre des Affaires étrangères Mohamed Bedjaoui. Elle est dispersée sur plusieurs sites : 40 rue Boileau (16e arrondissement de Paris), 6 rue des Eaux, dans le même arrondissement, et, plus récemment, 48 rue Bouret (19e arrondissement), dans les locaux de l'ancien consulat général. L'établissement accueille des élèves de primaire, de collège et de lycée, les diplômes étant reconnus par l'enseignement français et l'enseignement algérien,.
Le Centre culturel algérien en France se situe pour sa part 171 rue de la Croix-Nivert (15e arrondissement).

## Histoire
Le premier ambassadeur d'Algérie en France, Abdelatif Rahal, est nommé en janvier 1963. Il assurait avant sa nomination la direction du cabinet d'Ahmed Ben Bella, premier président de la République algérienne démocratique et populaire,. Son successeur Boualem Moussaoui quitte son poste en septembre 1964, Redha Malek prend la suite en 1965.
À la suite de la décision de la France d'apporter son soutien au plan d'autonomie proposé par le Maroc dans le cadre du conflit au Sahara occidental, le président algérien Abdelmadjid Tebboune met fin aux fonctions d'ambassadeur de Said Moussi à compter du 30 juillet 2024.
Le 25 juillet 2025, un juge français émet un mandat d’arrêt international à l'encontre de Salaheddine Selloum (ou Salah Eddine Selloum), ancien premier secrétaire de l'ambassade d'Algérie à Paris entre 2021 et 2024, qui serait impliqué dans l'enlèvement d'Amir DZ, un opposant algérien réfugié en France,.

### Ambassadeurs d'Algérie en France
Les ambassadeurs d'Algérie en France ont été successivement :
| Date de nomination                              | Date de nomination | Date de remise des lettres de créance | Date de remise des lettres de créance | Ambassadeur                                                                    | Photo |
| ----------------------------------------------- | ------------------ | ------------------------------------- | ------------------------------------- | ------------------------------------------------------------------------------ | ----- |
| 18 janvier 1963                                 | [ a ]              | 2 février 1963                        | [ α ]                                 | Abdelatif Rahal (premier ambassadeur)                                          |       |
| ?                                               |                    | 30 septembre 1963                     | [ β ]                                 | Boualem Moussaoui                                                              |       |
| ?                                               |                    | 3 juillet 1965                        | [ γ ]                                 | Redha Malek                                                                    |       |
| 14 octobre 1970                                 | [ b ]              | 11 décembre 1970                      | [ δ ]                                 | Mohamed Bedjaoui                                                               |       |
| 15 septembre 1979                               | [ c ]              | 25 octobre 1979                       | [ ε ]                                 | Mohamed Sahnoun                                                                |       |
| 1er août 1982 avec effet au 1er septembre 1982  | [ d ]              | 16 septembre 1982                     | [ ζ ]                                 | Djamel Houhou                                                                  |       |
| 1er avril 1984                                  | [ e ]              | 11 mai 1984                           | [ η ]                                 | Abdelhamid Mehri                                                               |       |
| 9 juin 1988                                     | [ f ]              | 13 juillet 1988                       | [ θ ]                                 | Messaoud Ait Châalal                                                           |       |
| 1er février 1989                                | [ g ]              | 3 mars 1989                           | [ ι ]                                 | Smaïl Hamdani                                                                  |       |
| 1er septembre 1992 avec effet au 16 août 1992   | [ h ]              | 9 décembre 1992                       | [ κ ]                                 | Sid Ahmed Ghozali                                                              |       |
| 15 février 1994 avec effet au 7 décembre 1993   | [ i ]              | 21 décembre 1993                      | [ λ ]                                 | Hocine Djoudi                                                                  |       |
| 15 décembre 1997 avec effet au 1er octobre 1997 | [ j ]              | 5 novembre 1997                       | [ μ ]                                 | Mohamed Ghoualmi                                                               |       |
| 5 novembre 2005 avec effet au 1er octobre 2005  | [ k ]              | 7 novembre 2005                       | [ ν ]                                 | Missoum Sbih                                                                   |       |
| 20 octobre 2013 avec effet au 30 septembre 2013 | [ l ]              | 15 novembre 2013                      | [ ξ ]                                 | Amar Bendjama (démis en décembre 2016)                                         |       |
| 18 avril 2018 avec effet au 28 septembre 2017   | [ m ]              | 18 décembre 2017                      | [ ο ]                                 | Abdelkader Mesdoua (d)                                                         |       |
| 17 mars 2021 avec effet au 20 novembre 2019     | [ n ]              | 10 décembre 2019                      | [ π ]                                 | Salah Lebdioui                                                                 |       |
| 17 mars 2021 avec effet au 9 octobre 2020       | [ o ]              | 12 avril 2021                         | [ ρ ]                                 | Mohamed Antar Daoud                                                            |       |
| 29 novembre 2022 avec effet au 22 juillet 2022  | [ p ]              | 13 octobre 2022                       | [ σ ]                                 | Saïd Moussi                                                                    |       |
| depuis le 30 juillet 2024                       |                    |                                       |                                       | Pas d'ambassadeur à la suite de la décision du président Abdelmadjid Tebboune. |       |

## Consulats
La communauté algérienne en France est représentée par 20 consulats, dont cinq consulats généraux : à Paris (consulat général d'Algérie à Paris), Marseille (consulat général d'Algérie à Marseille), Lyon (consulat général d'Algérie à Lyon), Lille (consulat général d'Algérie à Lille) et Strasbourg (consulat général d'Algérie à Strasbourg).
Elle compte aussi 15 consulats : à Besançon, Bobigny, Bordeaux, Créteil (Vitry-sur-Seine jusqu'en 2020,), Grenoble, Melun, Metz, Montpellier, Nanterre, Nantes, Nice, Pontoise, Rouen, Saint-Étienne, Toulouse.

## Galerie

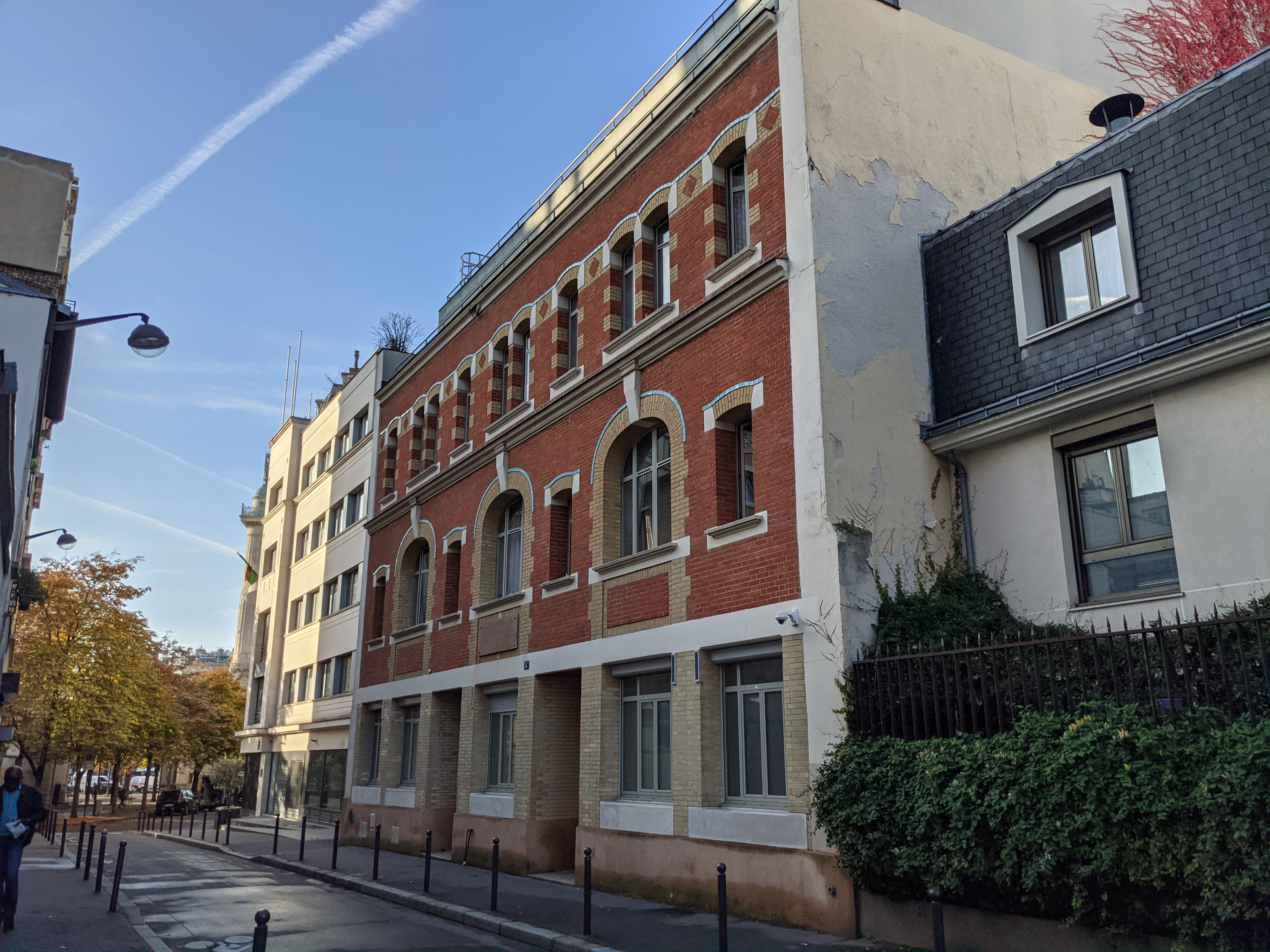
Consulat général d'Algérie à Paris.
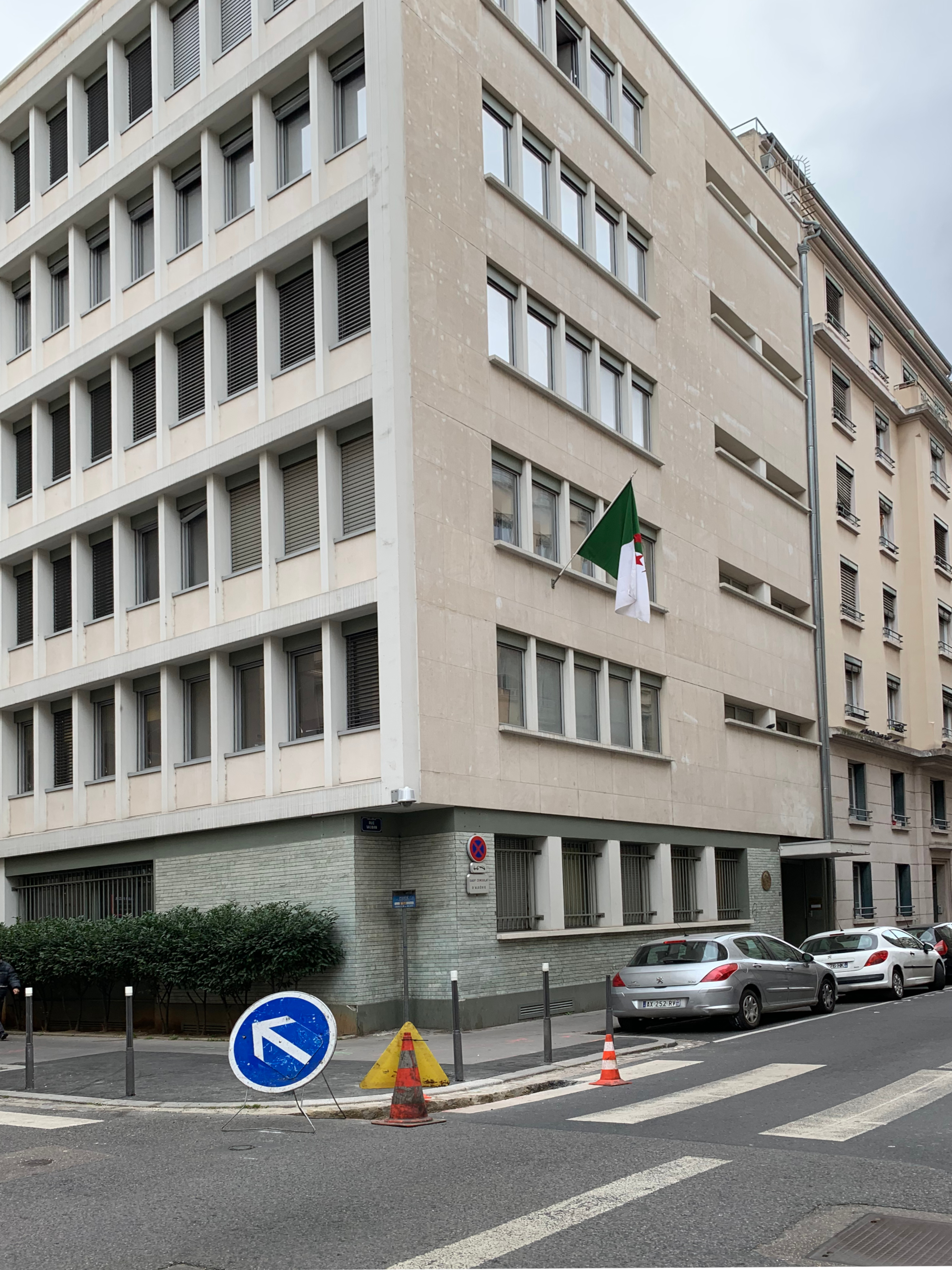
Consulat général d'Algérie à Lyon.
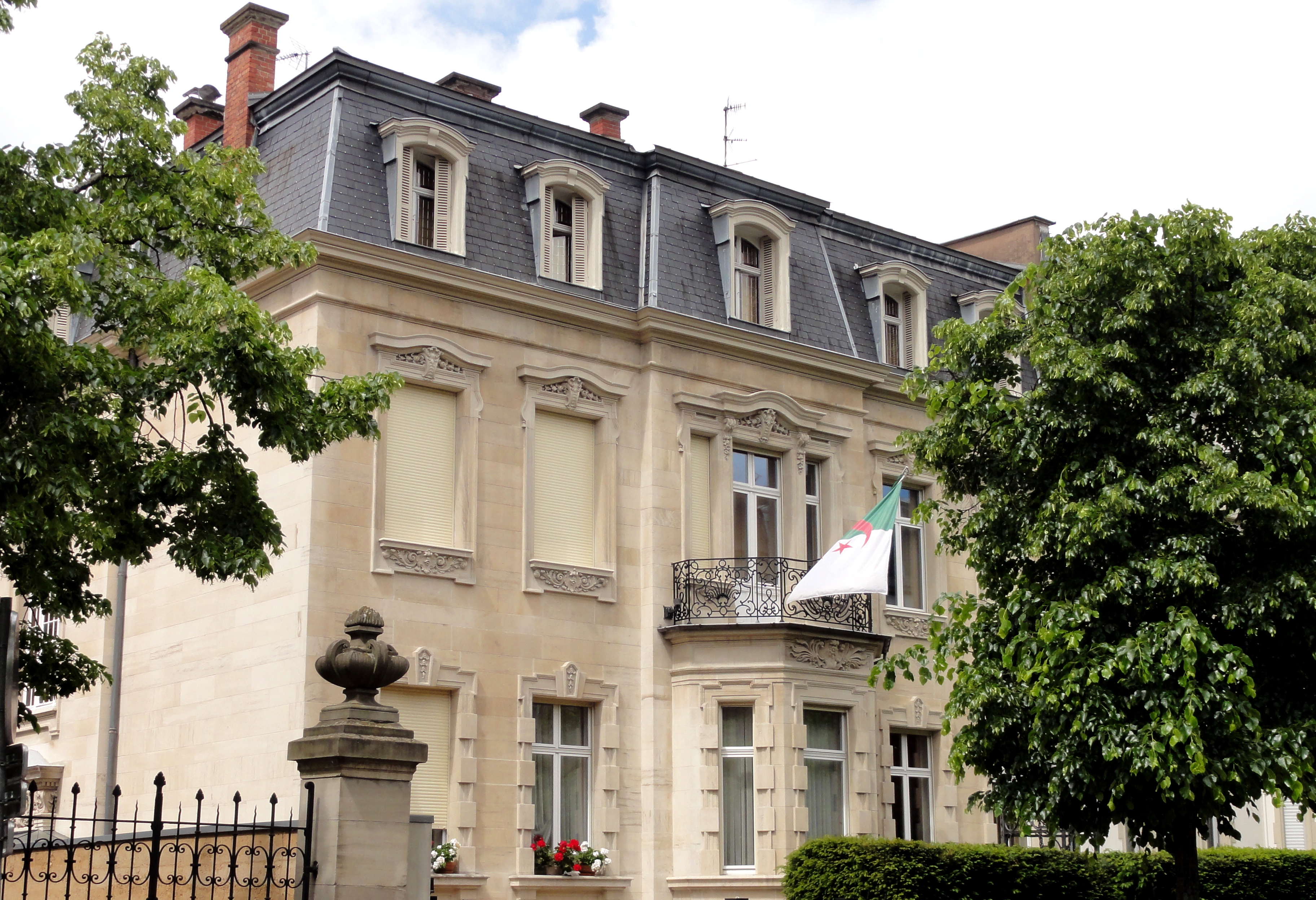
Consulat général d'Algérie à Strasbourg.
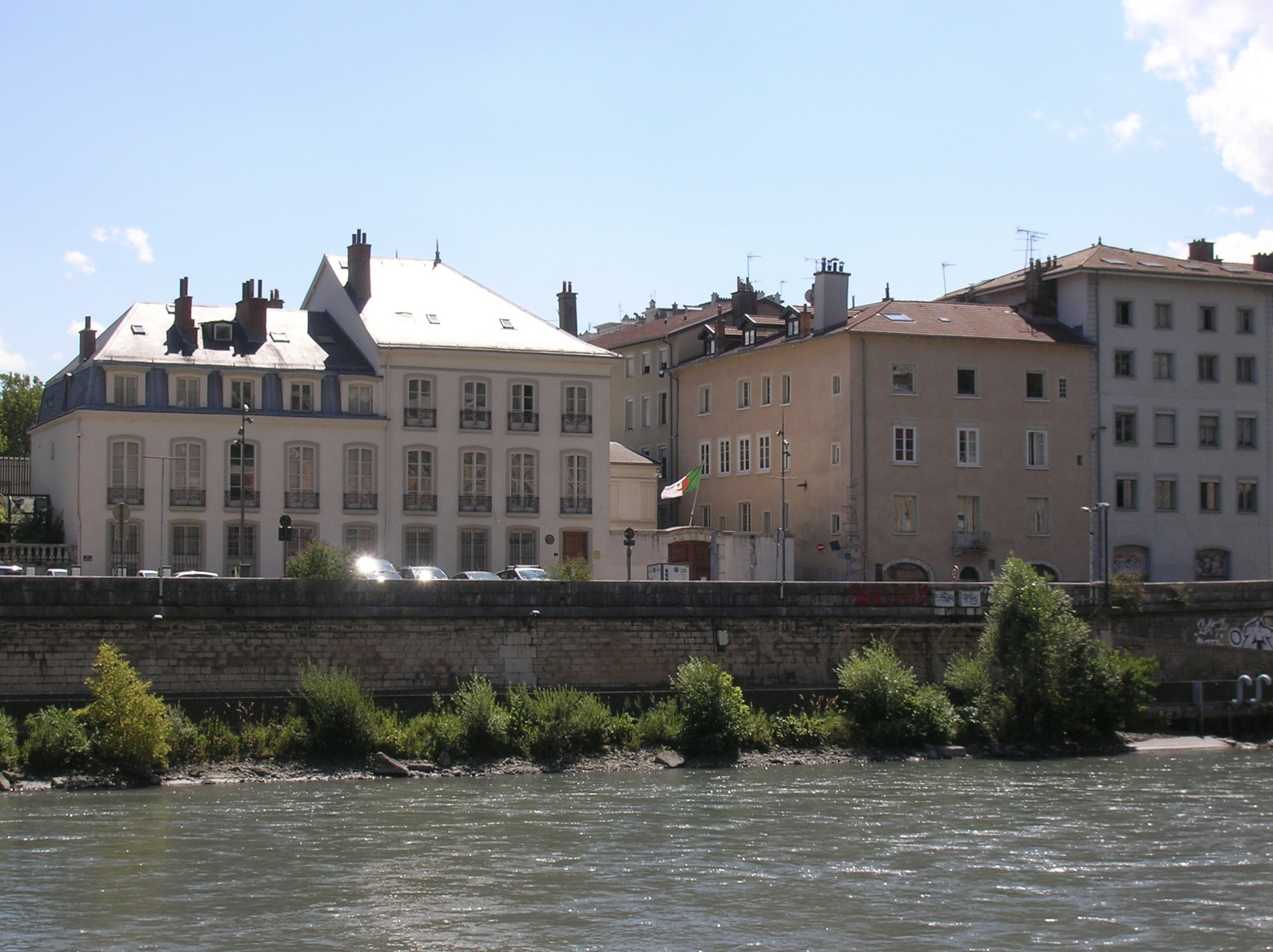
Consulat d'Algérie à Grenoble.
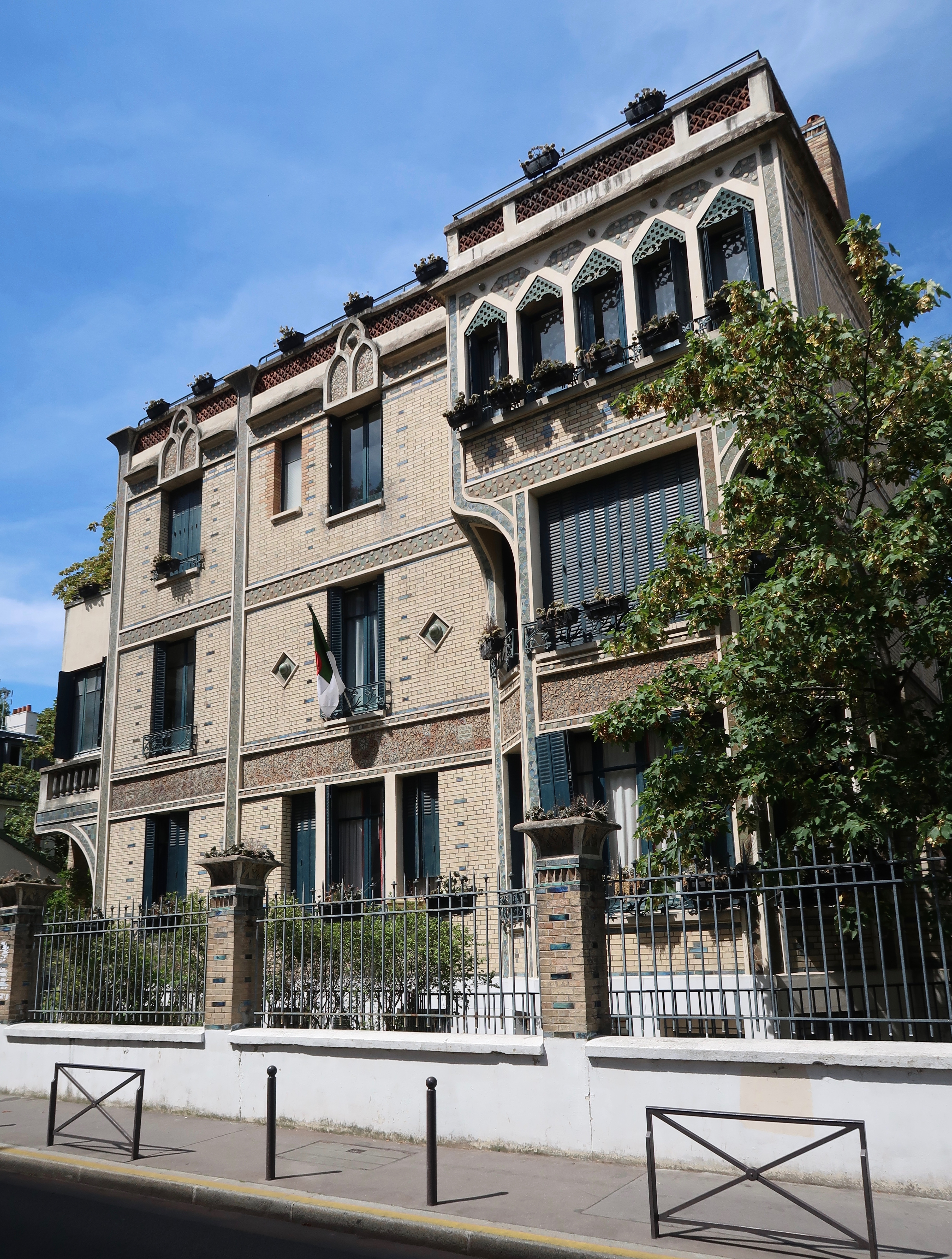
École internationale algérienne Malek-Bennabi (40, rue Boileau, Paris).